# Pseudocolaptes lawrencii
Pseudocolaptes lawrencii là một loài chim trong họ Furnariidae.